# У-сін

Пентаграма У-Сін

У-сін (кит. 五行, піньїнь: wŭ xíng, буквально «П'ять елементів»; -стихій»; -дій»; -рухів»; -станів») — одна з основних категорій китайської філософії; структура, що визначає взаємодії першоелементів світобудови. Крім філософії, широко використовується в традиційній китайській медицині, бойових мистецтвах, нумерології.

## Виникнення
Один з найбільш ранніх нарисів концепції про першоелементи наведений у книзі «Речі Царств» (кит. трад. 國語, акад. Ґо юй). Інший нарис міститься в каноні «Шу цзін», глава «Хун фань» (Великий план), але послідовність у-сін, що визначено в останньому, не відповідає класичним варіантам інтеракції («породження» чи «підкорення») між елементами системи. Час виникнення концепції у-сін є однією з невирішених проблем у китаєзнавстві. Наприклад, збірка «Шу цзін» містить згадку про неї у главі «Промова у Гань» (кит.: 甘誓), але розділ (Документи Ся), що містить цю главу, іноді розглядають як штучне утворення що стилізує давнину, але не є збіркою автентичних документів; літопис «Цзо чжуань» містить три посилання на вираз у-сін, але у поглядах науковців на час утворення та побудову «Цзо чжуань» також існують значні розбіжності. «Цзо чжуань» та інші класичні тексти містять назви компонентів системи у-сін поряд із шостим «елементом», зерном ґу (穀) це іноді використовується як аргумент за те, що розвиток концепції у-сін був поступовим.
У текстах, які були віднайдені у похованні Мавандуй (ці тексти можуть бути датовані не пізніше 168 р. до н. е.), п'ять елементів подані як п'ять чеснот чи п'ять видів людської діяльності.
Див. також Емпедокл (490—430 до н. е.) та його вчення про «чотири стихії».

## Філософська концепція
Включає в себе п'ять класів: Вогонь (火 huǒ), Вода (水 shuǐ), Дерево (木 mù), Метал (金 jīn), Земля (土 tǔ), що характеризують стан і взаємозв'язок всіх існуючих предметів і явищ.
Виникненню у-сін передує розгортання наступних станів: Початковий хаос (Хуньдунь 混沌), Безміжжя (у цзі), Велика межа (тай цзі); Інь-ян.
П'яти елементам властиві два основних циклічні взаємодії: взаємопородження і взаємоподолання.
Взаємопородження полягає в наступному: Дерево породжує Вогонь, Вогонь породжує Землю, Земля породжує Метал, Метал породжує Воду, Вода породжує Дерево.
Взаємоподолання полягає в наступному: Дерево перемагає Землю, Земля перемагає Воду, Вода перемагає Вогонь, Вогонь перемагає Метал, Метал перемагає Дерево.

## Таблиця співвідношень п'яти стихій іншим категоріям китайської філософії
| П'ять стихій                         | Дерево                       | Вогонь                    | Земля                | Метал             | Вода                   |
| Ієрогліфи                            | 木                           | 火                        | 土                   | 金                | 水                     |
| Число (Хун фань)                     | 三(3)                        | 二(2)                     | 五(5)                | 四(4)             | 一(1)                  |
| Число (Юе лін, див. Книга обрядів)   | 八(8)                        | 七(7)                     | 五(5)                | 九(9)             | 六(6)                  |
| П'ять кольорів 五色                  | Зелений, світло-блакитний 青 | Червоний 赤               | Жовтий 黄            | Білий 白          | Чорний, темно-синій 黑 |
| П'ять напрямків 五方                 | Схід 东                      | Південь 南                | Центр 中             | Захід 西          | Північ 北              |
| Пори року 五季                       | Весна 春                     | Літо 夏                   | Міжсезоння 季夏      | Осінь 秋          | Зима 冬                |
| Час доби 五时                        | Ранок 平旦                   | Опівдні 日中              | Вечір 日西           | Захід 日入        | Північ 夜半            |
| П'ять зірок 五星                     | Юпітер 木星                  | Марс 火星                 | Сатурн 土星          | Венера 金星       | Меркурій 水星          |
| П'ять звуків 五声                    | Видих 呼                     | Сміх 笑                   | Пісня 歌             | Плач 哭           | Стогін 呻              |
| П'ять гам 五音                       | Цзюэ 角                      | Чжі 徵                    | Гун 宫               | Шан 商            | Ю 羽                   |
| Органи 五脏                          | Печінка 肝                   | Серце 心                  | Селезінка 脾         | Легені 肺         | Нирки 腎               |
| П'ять відчуттів 五志                 | Гнів 怒                      | Радість 喜                | Задума 思            | Горе 悲           | Страх 恐               |
| Пальці 五指                          | Безіменний 无名指            | Середній 中指             | Вказівний 食指       | Великий 大拇指    | Мізинець 小指          |
| Органи відчуття 五官                 | Око 目                       | Вухо 耳                   | Ніс 鼻               | Язик 舌           | Рот 口                 |
| П'ять об'єктів органів відчуття 五觉 | Форма 色                     | Дотик 觸                  | Смак 味              | Запах 香          | Звук 聲                |
| П'ять смаків 五味                    | Кислий 酸                    | Гіркий 苦                 | Солодкий 甘          | Гострий 辛        | Солоний 鹹             |
| 五氣                                 | 筋                           | 血                        | 肉                   | 气                | 骨                     |
| 五榮                                 | 爪                           | 面                        | 唇                   | 毛                | 髮                     |
| П'ять тварин 五兽                    | Лазурний Дракон 青龙         | Ясно-червоний Фенікс 朱雀 | Жовтий Єдиноріг 黄麟 | Білий Тигр 白虎   | Чорна Черепаха 玄武    |
| П'ять домашніх тварин 五畜           | Собака 犬                    | Вівця 羊                  | Корова 牛            | Курка 鸡          | Свиня 猪               |
| 五虫                                 | 鳞                           | 羽                        | 倮                   | 毛                | 介                     |
| П'ять злаків 五穀                    | Пшениця, ячмінь 麥           | Просо 黍                  | Гаолян 禾            | Рис 米            | Боби 豆                |
| П'ять фруктів 五果                   | Слива 李                     | Абрикос 杏                | Ююба 枣              | Персик 桃         | Каштан (китайський) 栗 |
| 五菜                                 | 韭                           | 薤                        | 葵                   | 葱                | 藿                     |
| П'ять норм 五常                      | Гуманність 仁                | Ритуал (ли) 礼            | Довіра 信            | Справедливість 义 | Мудрість 智            |
| 五政                                 | 宽                           | 明                        | 恭                   | 力                | 静                     |
| 五恶                                 | 风                           | 热                        | 湿                   | 燥                | 寒                     |
| 五化                                 | 生                           | 长                        | 化                   | 收                | 藏                     |
| 五祀                                 | 户                           | 灶                        | 霤                   | 门                | 井                     |
| Небесні пні (знаки) 天干             | 甲•乙                        | 丙•丁                     | 戊•己                | 庚•辛             | 壬•癸                  |

## Критика
Концепція у-сін сприймалася китайськими філософами з різним ступенем скептицизму: Сюнь-цзи (58-115) і Мо-цзи (41-2) стверджують, що проходження фаз не регулярні (五行 无常 胜); Хань Фей згадує у-сін в контексті перерахування ворожильних практик, які він висміює (19-307)
Цзя Ї (201—169 до н. е., дин. Хань) описує альтернативну систему кореляції, побудовану навколо числа шість і конфуціанського канону в поєднанні з легістськими і даоськими термінами: шість дій, шість навчань, шість норм, шість класичних книг.